# John Shimkus
John Mondy Shimkus, né le 21 février 1958 à Collinsville, est un homme politique américain membre du Parti républicain.
Il siège à la Chambre des représentants des États-Unis pour l'Illinois, État pour lequel il a déjà représenté successivement trois districts différents (le vingtième de 1997 à 2003, le dix-neuvième de 2003 à 2013 puis le quinzième de 2013 à 2021).

## Biographie

### Représentant de l'Illinois (depuis 1997)
Lors des élections de 2018, Shimkus est réélu avec plus de 70 % des suffrages. L'année suivante, il annonce qu'il ne sera pas candidat à un nouveau mandat en 2020.
Bilan de ses votes par les différents lobby du congrès, depuis son entrée en fonction :

### Vie privée
Shimkus est marié depuis 1987 à Karen Muth, avec laquelle il a eu trois enfants. Ils sont tous les deux membres de l'Église luthérienne - Synode de Missouri.

## Histoire électorale
| Fonction                                                              | Années | Élection | Candidat        | Voix    | %       | Candidat       | Voix    | %       |
| --------------------------------------------------------------------- | ------ | -------- | --------------- | ------- | ------- | -------------- | ------- | ------- |
| Chambre des représentants des États-Unis (20e district de l'Illinois) | 1992   | Générale | Dick Durbin *   | 154 869 | 56.50 % | John Shimkus   | 119 219 | 43.50 % |
| Chambre des représentants des États-Unis (20e district de l'Illinois) | 1996   | Générale | Jay Hoffman     | 119 688 | 49.74 % | John Shimkus   | 120 926 | 50.26 % |
| Chambre des représentants des États-Unis (20e district de l'Illinois) | 1998   | Générale | Rick Verticchio | 76 475  | 38.71 % | John Shimkus * | 121 103 | 61.29 % |
| Chambre des représentants des États-Unis (20e district de l'Illinois) | 2000   | Générale | Jeffrey Cooper  | 94 382  | 36.90 % | John Shimkus * | 161 393 | 63.10 % |
| Chambre des représentants des États-Unis (19e district de l'Illinois) | 2002   | Générale | David Phelps *  | 110 517 | 45.21 % | John Shimkus   | 133 956 | 54.79 % |
| Chambre des représentants des États-Unis (19e district de l'Illinois) | 2004   | Générale | Tim Bagwell     | 94 303  | 30.64 % | John Shimkus * | 213 451 | 69.36 % |
| Chambre des représentants des États-Unis (19e district de l'Illinois) | 2006   | Générale | Danny Stover    | 92 861  | 39.29 % | John Shimkus * | 143 491 | 60.71 % |
| Chambre des représentants des États-Unis (19e district de l'Illinois) | 2008   | Générale | Daniel Davis    | 105 338 | 33.38 % | John Shimkus * | 203 434 | 64.46 % |
| Chambre des représentants des États-Unis (19e district de l'Illinois) | 2010   | Générale | Tim Bagwell     | 67 132  | 28.77 % | John Shimkus * | 166 166 | 71.23 % |
| Chambre des représentants des États-Unis (15e district de l'Illinois) | 2012   | Générale | Angela Michael  | 92 067  | 31.15 % | John Shimkus   | 203 500 | 68.85 % |

Légende : ..Parti démocrate.."> ..">Parti républicain.."> * sortant